# José Hiraís Acosta Beltrán
José Hiraís Acosta Beltrán (* 22. September 1966 in Pezmatlán, Hidalgo, Mexiko) ist ein mexikanischer Geistlicher und römisch-katholischer Bischof von Huejutla.

## Leben
José Hiraís Acosta Beltrán studierte am Regionalseminar in Tula de Allende und erwarb ein Lizenziat in Philosophie an der Päpstlichen Universität Mexiko (Universidad Pontificia de México). Am 11. Juni 1993 empfing er durch Bischof Juan de Dios Caballero Reyes das Sakrament der Priesterweihe für das Bistum Huejutla.
Er war als Gemeindeseelsorger, Vizerektor des Knabenseminars und Richter am Diözesangericht tätig. Am Priesterseminar des Bistums Huejutla lehrte er als Professor. Bis zu seiner Ernennung zum Bischof war er hier Spiritual und Studienpräfekt. Am Kirchengericht war er Ehebandverteidiger. Nach der Ernennung Salvador Rangel Mendozas zum Bischof von Chilpancingo-Chilapa am 20. Juni 2015 verwaltete Acosta Beltrán das Bistum Huejutla für die Dauer der Sedisvakanz als Diözesanadministrator.
Am 28. Januar 2016 ernannte ihn Papst Franziskus zum Bischof von Huejutla. Die Bischofsweihe spendete ihm der Apostolische Nuntius in Mexiko, Erzbischof Christophe Pierre, am 14. März desselben Jahres. Mitkonsekratoren waren der Altbischof von Huejutla, Juan de Dios Caballero Reyes, und sein Amtsvorgänger Salvador Rangel Mendoza OFM, Bischof von Chilpancingo-Chilapa.